# Norma Mascellani
Norma Mascellani (Bologna, 3 luglio 1909 – Bologna, 7 dicembre 2009) è stata una pittrice italiana.

## Biografia

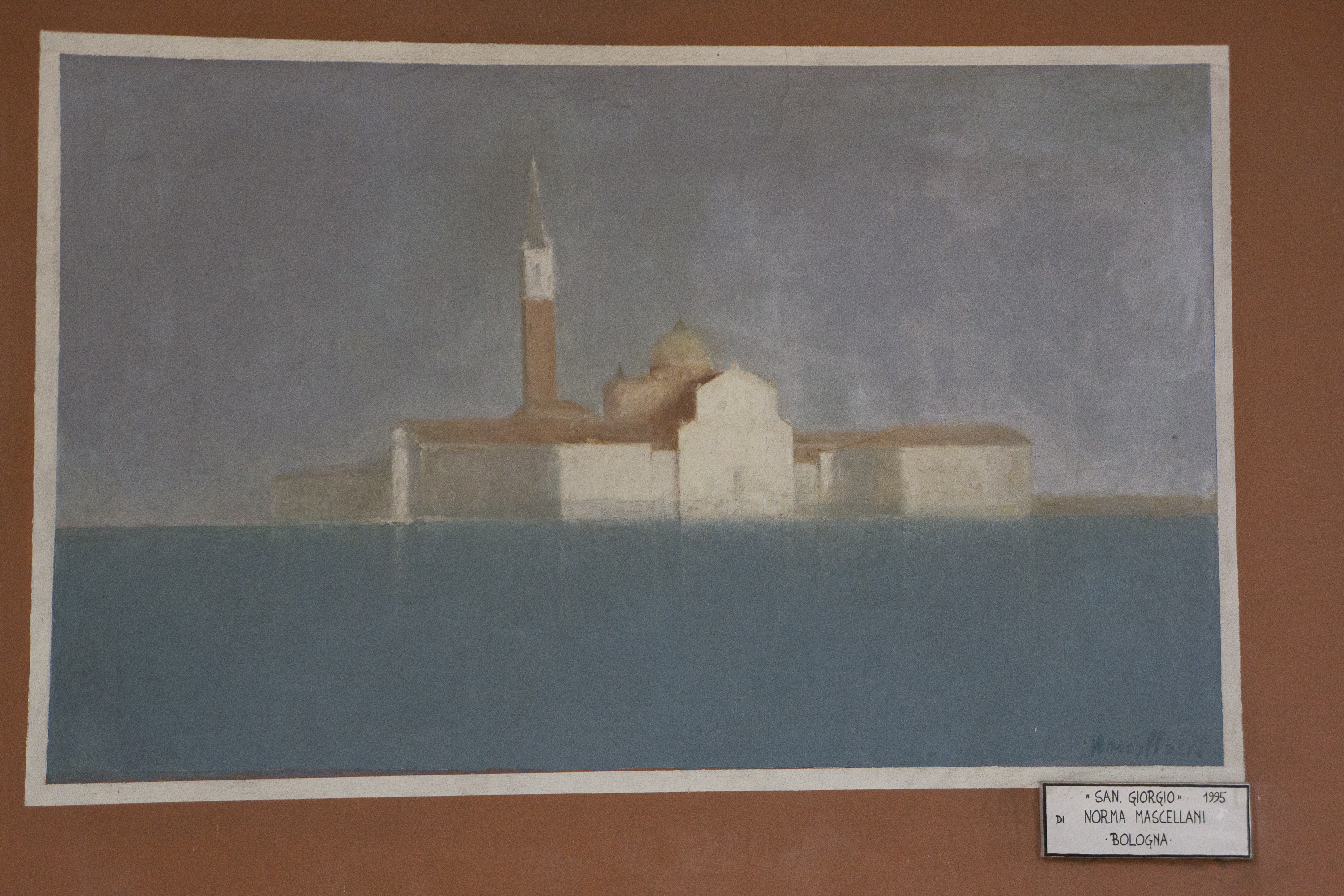
San Giorgio (1995) alla Biennale del muro dipinto di Dozza

Allieva di Giorgio Morandi, Alfredo Protti, Guglielmo Pizzirani e Giovanni Romagnoli, è stata una pittrice figurativa (ritratti, nature morte, paesaggi) con qualche risvolto metafisico.
Ha partecipato alla Biennale di Venezia (XXII, 1939; XXV, 1950) e alla Quadriennale di Roma (III, 1939; VI, 1951; VII, 1955), e varie personali in Italia e nel 2005 al Parlamento europeo di Bruxelles.
Nel 1995 ha partecipato alla XVI edizione della Biennale del Muro Dipinto di Dozza dipingendo l'isola di san Giorgio ad acrilico e olio nella loggia del Municipio.
È morta, centenaria, il 7 dicembre 2009 dopo una breve malattia.
È sepolta al cimitero di Cento di Budrio.

## Riconoscimenti
Ha ottenuto diversi riconoscimenti, sia artistici che per meriti sociali (ha fatto numerose opere di beneficenza), fra cui la "Stella d'oro della bontà" conferitale dal cardinale Giacomo Lercaro nel (1962), il titolo di Cavaliere ricevuto dal Presidente della Repubblica Italiana Giuseppe Saragat (1967), e altri, il Premio due torri d'oro dall'Unicef nel 1980, il Nettuno d'oro da Renzo Imbeni nel 1987, la nomina ad Accademico effettivo nella classe di pittura da parte dell'Accademia di belle arti di Bologna nel 1994 e il Premio provincia di Bologna conferitole dal Presidente della Provincia di Bologna, Vittorio Prodi nel 1997, insieme a vari rilievi critici
(tra gli altri di Cesare Zavattini, Giuseppe Raimondi, Marilena Pasquali, Vittorio Sgarbi).
La città di Bologna ha intitolato un giardino a suo nome nel quartiere Santo Stefano.